# 他們叫我吉克
《他們叫我吉克》（義大利語：Lo chiamavano Jeeg Robot）是一部2015年義大利超級英雄電影，由蓋布瑞爾‧曼尼提執導和監製，克勞迪奧·桑塔馬利亞擔任主演。
該片於2015年10月17日在羅馬電影節上首映，並於2016年2月25日在義大利上映。

## 劇情
故事敘述恩佐原本是名住在羅馬貧民區的小偷，但某日卻因跳入台伯河中而遭受到放射性核廢料的感染，使得恩佐獲得了超級英雄般的超能力，擁有著怪力和加速癒合的能力。原本他仍打算繼續作小偷勾當，但因遇見了一名女孩與日本漫畫《鋼鐵吉克》，而使自己產生了改變，為此潛伏於街頭中對抗罪犯。

## 外部連結
- 互联网电影数据库（IMDb）上《他們叫我吉克》的资料（英文）
- 豆瓣电影上《他们叫我吉克》的資料 （简体中文）